# Edwardsiana mirjanae
Edwardsiana mirjanae är en insektsart som beskrevs av Jankovic 1978. Edwardsiana mirjanae ingår i släktet Edwardsiana och familjen dvärgstritar. Inga underarter finns listade i Catalogue of Life.